# Папирус (шрифт)
Папирус е широко разпространен шрифт, разработен от Крис Костело, графичен дизайнер, илюстратор и уеб дизайнер. Създаден през 1982 г., той е рисуван в продължение на шест месеца с помощта на калиграфска писалка върху текстурирана хартия. Този шрифт има няколко отличителни характеристики: остри ъгли, неправилни извивки и високи хоризонтални щрихи в главните букви.

## История и преглед
Костело създава шрифта през 1982 г., когато е на 23 години и е току-що завършил колежа. Той е изучавал Библията и се е досетил, че писменият шрифт би могъл да изглежда като през библейските времена в Близкия изток. Той нарисувал ръчно шрифта за период от шест месеца с калиграфска писалка върху текстурирана хартия. Костело си определил за цел да създаде шрифт, който да изглежда както биха изглеждали текстове на английски език, ако са били написани на папирус преди 2000 години. Костело реализирал шрифта през следващата година заедно с Летрасет. Шрифтът има редица отличителни характеристики, включително груби ръбове, неправилни криви и високи хоризонтални щрихи в главните букви. ITC, настоящият собственик на шрифта, го описва като „необичаен римски шрифт, който ефективно обединява елегантността на традиционната римска форма с ръчно изработения вид на висококвалифицираната калиграфия“. Костело продава правата върху шрифта за 750 долара, а от 2017 г. заявява, че все още получава „много ниски“ плащания, въпреки включването му от 2000 г. на всички персонални компютри, използващи операционна система Mac или Microsoft. През октомври 2017 г. Костело се съгласява, че Папирус е станал прекалено употребяван.

## Опции
Алтернативен шрифт, публикуван от Элснер+Хлоп е Papyrus EF Alternatives (или Papyrus EF Regular), който има незначителна промяна спрямо шрифта на Костело. Неговите различия включват по-кратки, отчетливи букви, а буквите E са с по-дълга горна лента отколкото средна лента.

## Достъпност
Папирус е включен в много програми на Microsoft за Windows. Mac OS включва шрифта Папирус като част от основната инсталация (започвайки от версия 10.3 Panther, издаден през 2003 г.).

## В популярната култура
Шрифтът се използва за субтитрите във филма на Джеймс Камерън „Аватар“ през 2009, а в модифицирана форма се използва и за заглавието на филма. През 2017 г., използването на Папирус в „Аватар“ е обект на скеч с участието на Райън Гослинг в предаването Saturday Night Live.
Във видео играта от 2015 Undertale, героят скелет Папирус е кръстен на шрифта и неговият диалог е показан с главните букви от шрифта. Неговият брат Санс е кръстен на шрифта Comic Sans MS.